# دانيال لوبيز (مغني)
دانيال لوبيز (بالألمانية: Daniel Lopes)‏ هو مغني ألماني، ولد في 12 نوفمبر 1976 في البرازيل.

## وصلات خارجية
- دانييل لوبيس على موقع ميوزك برينز (الإنجليزية)
- دانييل لوبيس على موقع ديسكوغز (الإنجليزية)